# Kryżówka (przystanek kolejowy)
Kryżówka (biał. Крыжоўка, ros. Крыжовка) – przystanek kolejowy i posterunek odgałęźny w miejscowości Kryżówka, w rejonie mińskim, w obwodzie mińskim, na Białorusi.
2 maja 1977 na przystanku wydarzyła się katastrofa kolejowa, w której zginęły 22 osoby, a 82 zostały ranne. Był to najtragiczniejszy wypadek w historii kolei na Białorusi.